# Torre autoirradiante
Una torre autoirradiante è una torre di trasmissione con la caratteristica principale di impiegare l'intera struttura come antenna. Quest'architettura è comunemente usata per impianti che irradiano nella gamma di frequenze che va dalle VLF alle MF (queste ultime più conosciute fuori dall'ambito radioamatoriale come onde medie), in particolare per la radiofonia in modulazione di ampiezza. La base è fissata su elementi elettricamente isolanti a bassa capacità, spesso di porcellana, per isolarla dal terreno. Un sistema di questo tipo è comparabile ad un'antenna a monopolo.

## Descrizione

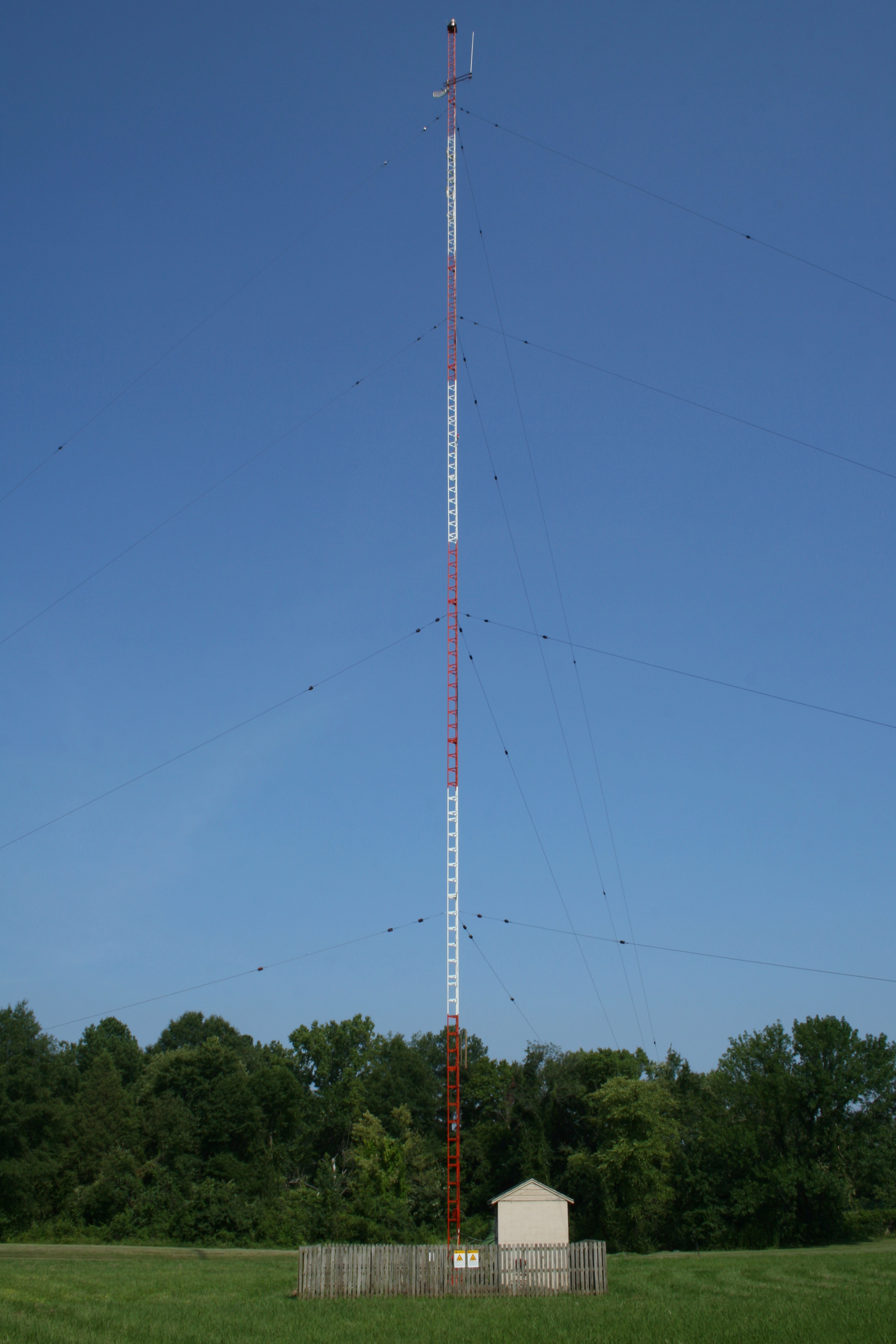
Un traliccio trasmettitore a Chapel Hill, Carolina del Nord. La tensione di alimentazione della struttura può folgorare chiunque la tocchi: per questo, al fine di limitarne l'accesso, la base è delimitata da una staccionata.

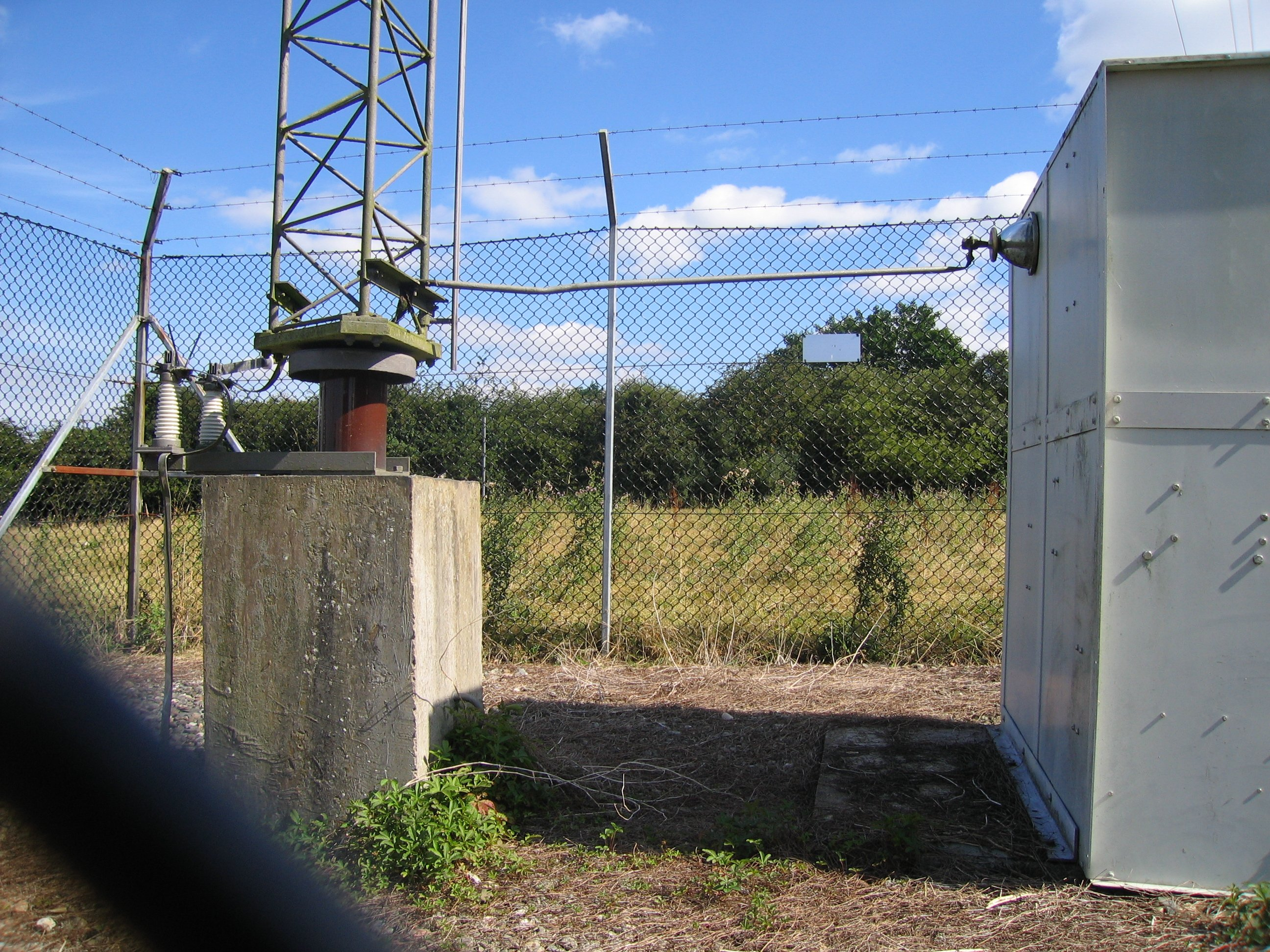
Particolare della base: l'energia da irradiare in radiofrequenza nell'etere è fornita al traliccio da un cavo, il quale arriva da un accordatore d'antenna all'interno della cabina di sintonia sulla destra. L'elemento ceramico marrone isola il manufatto dal terreno. Sulla sinistra sono collocati un sezionatore di terra e uno scaricatore di sovratensione per proteggere l'impianto dai fulmini.

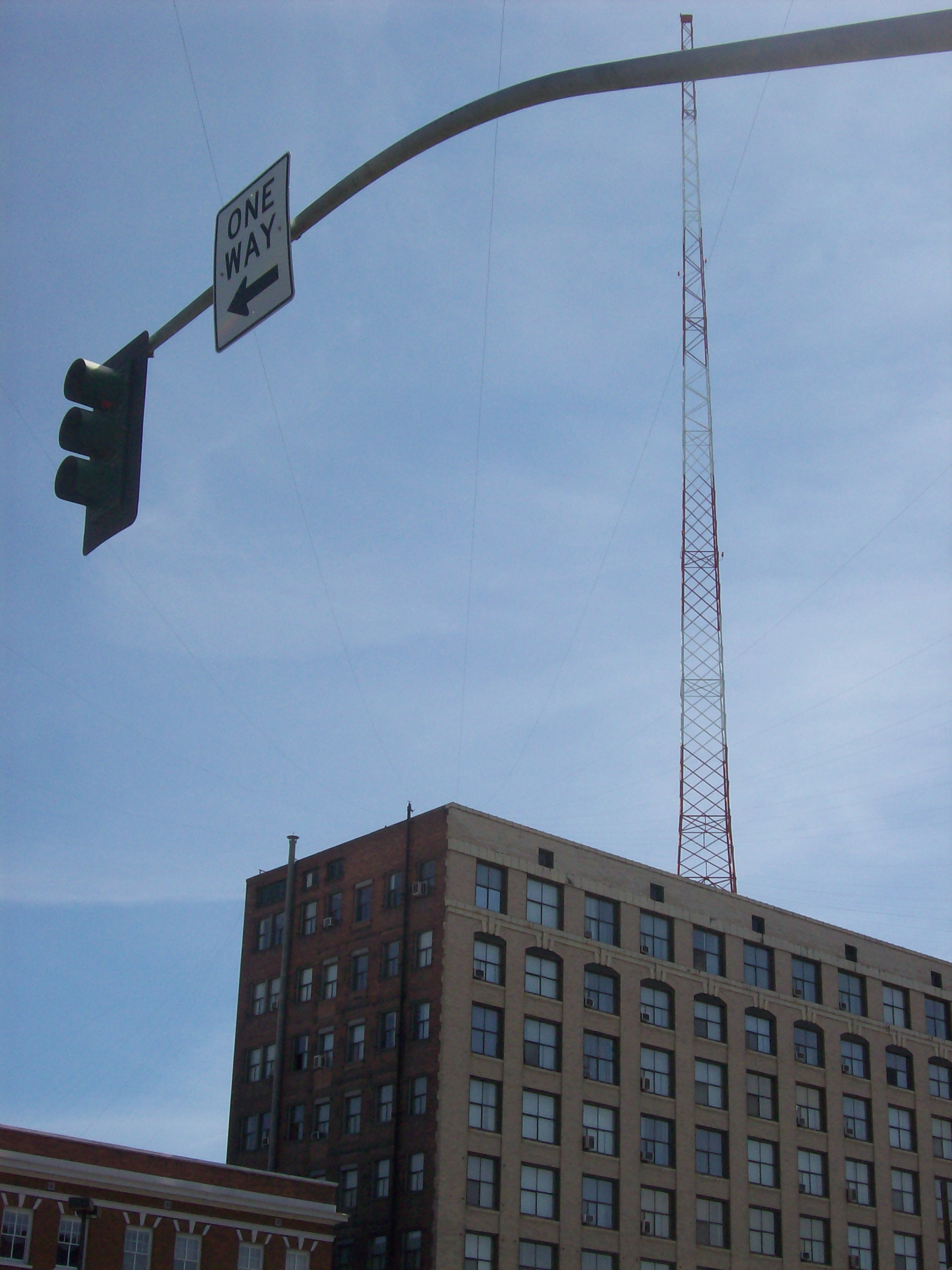
L'irradiatore della radio americana KSBN a Spokane, Stato di Washington, raro esempio di traliccio per modulazione d'ampiezza collocato in cima ad un altro manufatto, in questo caso un palazzo.

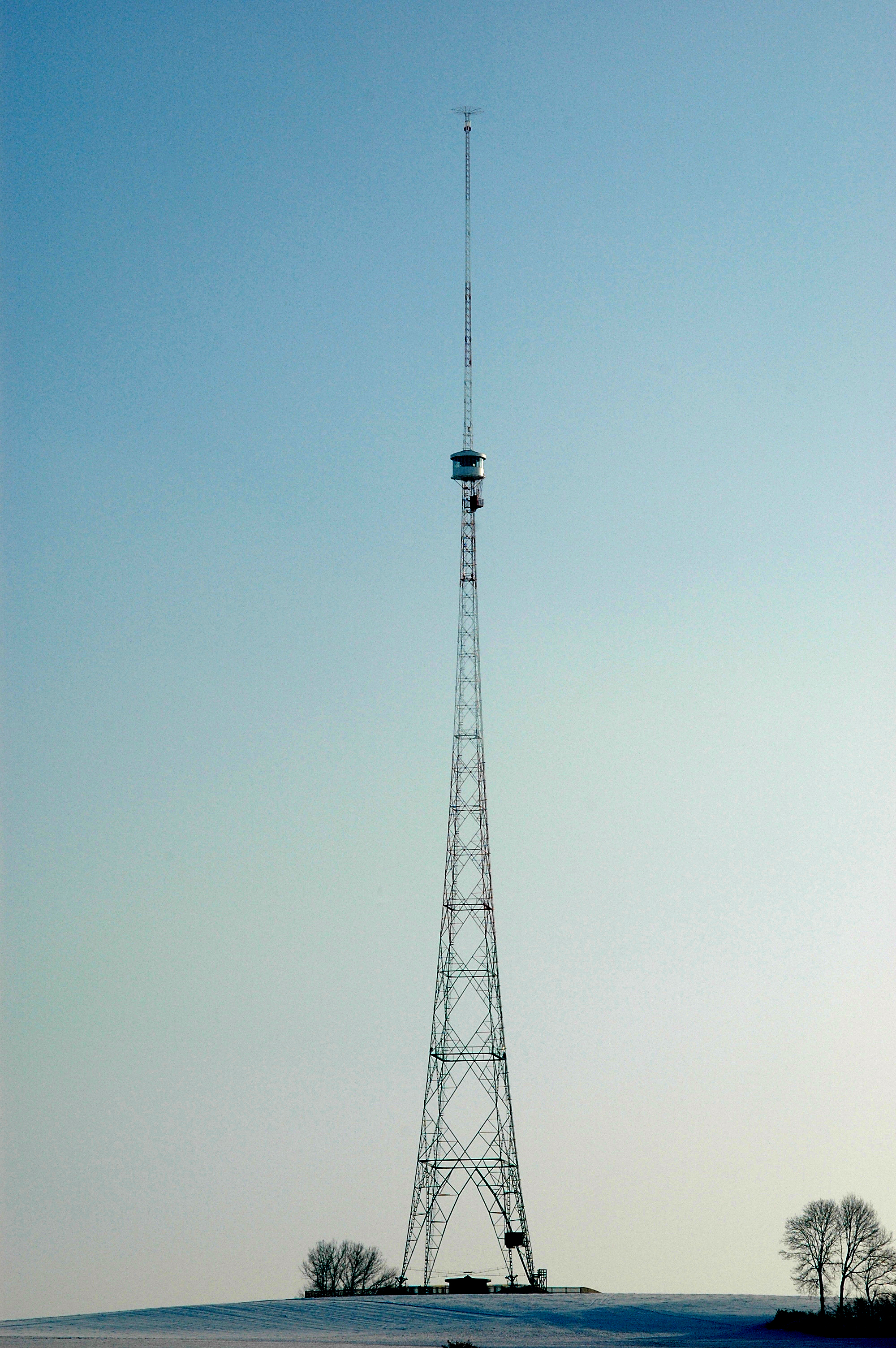
La Torre di Blosenberg a Beromünster, Svizzera, apparato completamente isolato da terra e oggi convertito in sito museale

### Aspetto
Molti tralicci sono tirantati e isolati nel basamento, per lo più costruiti in acciaio a forma di gabbia con sezioni trasversali triangolari, più raramente quadrate o tubolari. Per assicurare la continuità della conducibilità a tutta la struttura, in corrispondenza delle giunzioni viene saldato un collegamento in rame.
L'isolamento sopra citato è assicurato da un grosso isolatore di ceramica, che oltre alla necessaria rigidità dielettrica deve avere anche una buona resistenza meccanica, in quanto su di esso grava tutto il peso dell'antenna. L'alimentazione arriva al sistema passando dall'accordatore di antenna collocato in un'apposita cabina di sintonia in prossimità dell'impianto. Il trasmettitore vero e proprio, invece, si trova in un altro luogo ed è collegato alla cabina con una linea dedicata.
Esistono anche apparati che si autosostengono e sono quindi privi di tiranti, a pianta quadrata o triangolare. Uno dei più famosi è la Torre di Blosenberg in Svizzera. A volte si può ricorrere, per piccole strutture, all'uso della fibra di vetro.

### Altezza
L'altezza ideale di un torre autoirradiante dipende dalla frequenza, dalla popolazione residente nell'area limitrofa e dal terreno. Per la gamma delle onde lunghe e medie, il valore dell'altezza si dovrebbe attestare tra un sesto e i cinque ottavi della lunghezza d'onda, meglio ancora attorno ad un quarto o alla metà. Ove questo non risulti possibile si dota l'antenna con una spira di carico, un "cappello capacitivo" o similari. L'antenna a quarto di onda è un tipo di monopolo.
L'altezza di un traliccio è determinante per le proprietà di propagazione delle onde. Per trasmissioni ad elevata potenza nella gamma delle MF sono preferiti impianti a semionda perché concentrano meglio la potenza irradiata rispetto ai quarto di onda che vengono adoperati per motivi economici nelle potenze più basse. Una concentrazione di potenza verso il terreno è più desiderabile per frequenze sotto i 3 MHz perché la propagazione per onda di terra è molto stabile. Tralicci con dimensioni oltre i cinque ottavi d'onda normalmente non vengono impiegati perché possiedono cattiva propagazione verticale, per questo gli impianti in onda media non superano di solito i trecento metri. Nell'ambito delle onde lunghe, la creazione di impianti a lunghezza di semionda è economicamente difficile se non impossibile. L'unica struttura di questo genere esistente era l'antenna radio di Varsavia a Konstantynów, in Polonia. Al tempo del crollo (1991) era anche il più alto manufatto del mondo con i suoi 646,38 m.

### Alimentazione
Ci sono tre differenti modalità per far giungere energia al traliccio dal trasmettitore:
- eccitazione serie: traliccio isolato e collegamento elettrico effettuato appena sopra all'isolatore;
- eccitazione shunt: traliccio isolato e collegamento elettrico effettuato nella parte superiore (approccio in larga scala simile al gamma match usato dai radioamatori per impianti VHF e UHF);
- sezionale: la struttura è solitamente divisa di due sezioni alimentate nel loro centro. Questo tipo di collinearità accentua la radiazione a basso angolo (verso terra) e diminuisce quella ad angolo elevato (verso il cielo). In questo modo la distanza dal raggiungimento della zona di interferenza reciproca aumenta nei casi dove le forze dei segnali emessi dalle due sezioni si equivalgono nel corso della notte. Questa configurazione prende il nome di anti-fading.

L'accordatore di antenna ha il compito di adattare le impedenze del trasmettitore e dell'irradiatore.

### Sito di trasmissione
In alcuni siti, specie dove le potenze impiegate sono alte, il traliccio dovrebbe essere posizionato ad una certa distanza dall'edificio del trasmettitore, per ridurre la forza del campo elettromagnetico indotta all'interno di detto edificio e per prevenire una scorretta propagazione delle onde. Tra il trasmettitore e l'antenna è presente una linea di potenza che può essere via cavo coassiale interrato o aerea.
Ove esistono più torri, per ragioni di spazio le distanze sono più brevi.
Con i trasmettitori più moderni oppure per basse potenze le varie componenti possono convivere in spazi molto piccoli o addirittura nello stesso edificio. Si risparmia in linee di trasmissione, suolo occupato e l'efficienza dell'emissione aumenta nel caso di un solo traliccio.
Nella maggior parte dei casi le antenne si trovano vicino alla loro cabina di sintonia, a volte possono essere collocate proprio sopra il tetto di tale cabina, come ad esempio le torri principali di Mühlacker e Ismaning.
Per una buona propagazione verso terra, i tralicci sono realizzati su una grande superficie pianeggiante con buona conducibilità e possibilmente non inclinata. La costruzione dell'irradiatore in cima ad altri edifici o altre torri (tipica degli impianti in modulazione di frequenza) la cui altezza è la stessa delle lunghezze d'onda da trasmettere dà una cattiva diffusione verso il suolo. Tuttavia esistono eccezioni, come nell'immagine qui a destra.

### Recinzione
Date le tensioni pericolose di lavoro dei tralicci, gli impianti devono essere adeguatamente recintati, a volte si usa il legno al posto del metallo perché non è soggetto alle correnti indotte.

### Connessioni ausiliarie
Un torre autoirradiante potrebbe aver bisogno di altre connessioni elettriche oltre all'alimentazione in radiofrequenza. Ricordiamo quelle per i parafulmini, le luci di segnalazione ostacoli al volo, e i coassiali di altre antenne che possono essere montate sulla struttura. Diverse tecniche sono impiegate per isolare queste utenze dalla tensione RF, come i choke, appositi circuiti in parallelo o loop di accoppiamento, per i tralicci alimentati alla base. Su un impianto in configurazione shunt non sono necessari accorgimenti.

### Antenne anti-fading
Un'antenna anti-fading è un apparato trasmittente per onde medie e lunghe con un irraggiamento verticale piano. L'obiettivo è di spostare la zona di interferenza reciproca lontano dal sito del trasmettitore e ridurre il più possibile la propagazione delle onde ad una elevazione superiore ai cinquanta gradi.
Una semplice anti-fading è un irradiatore verticale la cui altezza è tra la semionda (180 gradi elettrici), e i cinque noni d'onda (200 gradi), 195 gradi viene considerato come valore ideale. Gli impianti a 200 gradi sono in gran parte caduti in disuso. In linea di principio un emettitore di questo tipo dovrebbe essere il più sottile possibile, sebbene i più robusti aumentino la larghezza di banda e contribuiscano a optare per un'altezza effettiva maggiore. Le antenne anti-fading sono costruite usando una torre metallica alimentata sia al basamento che ad una quota appropriata. Il traliccio è sempre isolato dal terreno ed è diviso elettricamente in due tronconi da isolatori di separazione. Per alimentare la parte superiore sono impiegati sia un cavo passante all'interno oppure la scaletta di servizio, anch'essa opportunamente isolata. Quest'ultima configurazione è impiegata negli impianti di Mühlacker, Wolfsheim e Amburgo, la prima ad Ismaning.
Siccome le giunzioni isolate sono fragili se paragonate al complesso della struttura, forze orizzontali, come ad esempio le oscillazione causate dal vento, devono essere limitate, e si fa quindi ricorso agli smorzatori montati proprio sopra ai giunti isolanti. Questo accorgimento si può notare a Wolfsheim, Amburgo e Ismaning.
Un'altra opzione costruttiva per l'anti-fading è quella di disporre un numero di tralicci in cerchio e alimentarli in modo equivalente. Con questo design possono essere prodotte propagazioni d'onda molto piatte, sebbene sia più costosa perché richiede la realizzazione di più strutture. Attualmente nel mondo solo gli impianti di Taldom e Tulagino in Russia sono fatti così. Un tempo anche l'impianto svedese di Orlunda in onde lunghe usava quest'alternativa.

### Primati
Il traliccio più in alto in assoluto era la già citata antenna radio di Varsavia in Polonia, 646,38 metri, ma è crollata nel 1991. Ad oggi le torri gemelle del sito VLF di Lualualei con i loro 458,11 metri sono gli irradiatori più alti isolati dal terreno. Rispetto all'impianto polacco adottano notevoli misure di lunghezza elettrica. Il più alto traliccio non impiegante lunghezza elettrica è quello in onda lunga di Hellissandur, alto 411,48 m.

## Tralicci di trasmissione in Italia
Nella tabella sottostante sono riportati alcuni degli impianti in onda lunga o media italiani costituiti da tralicci di trasmissione. Le strutture sono o erano tutte di proprietà RAI, talvolta URI/EIAR, salvo diversa indicazione.

### Onde Medie
| Frazione/Località, Comune (Provincia)      | Potenza massima trasmettitore/i (kW) | Frequenza/e operativa/e (kHz)                                                                                    | Anno di costruzione                                    | Anno di dismissione                                                                         | Note | Immagini      |
| ------------------------------------------ | ------------------------------------ | --- | ------------------------------------------------------ | ------------------------------------------------------------------------------------------- | --- | ------------- |
| San Silvestro, Pescara                     | 10, in origine 25                    | 1035 | n.d.                                                   | 2013                                                                                        | Tirantato; da novembre 2012 alla cessazione definitiva delle trasmissioni la potenza era stimata in circa 400 W. | [ 2 ]         |
| Monte Radio, Gretta di Sopra, Trieste      | 10, in origine 20                    | 819 (Radio Uno in lingua italiana); 981 (programmazione regionale autonoma in lingua slovena)                    | 1930                                                   | Traliccio più alto: 2011, con abbattimento del medesimo                                     | Autosostenuto; dal 22 febbraio 2013 trasmette solo il programma sloveno. | [ 9 ]         |
| Piuma, Gorizia                             | 2                                    | 1575 | n.d.                                                   | 2013                                                                                        | Tirantato. | [ 11 ]        |
| La Crucca, Sassari                         | 10                                   | 1143 | n.d.                                                   | 2013                                                                                        | Tirantato. | [ 13 ]        |
| Tetti Pesio, Cuneo                         | 20                                   | 1116 | n.d.                                                   | 2013                                                                                        | Tirantato. | [ 15 ]        |
| Santa Palomba, Pomezia (RM)                | 1200 + 600 + 25 (DRM)                | 846 (Radio Due analogica fino al 2002 e DRM); 1332 (Radio Uno analogica fino al 2002)                            | 1929                                                   | 2013                                                                                        | Tirantati o autosostenuti; Dal 2008 al 2010 i tralicci di Santa Palomba hanno irradiato sugli 846 kHz con la tecnologia DRM in regime sperimentale. | [ 16 ]        |
| Monte Ciocci, Roma                         | 6                                    | 1107 (Radio Tre fino al 2002, Radio Due dal 2002 al 2004, Radio Uno dal 2004 in poi)                             | n.d.                                                   | n.d.                                                                                        | Tirantato; attualmente (giugno 2016) attivo. | [ 22 ]        |
| Marcianise (CE)                            | 120, ridotti in seguito a 50         | 657 | 1948                                                   | 2012, con abbattimento del medesimo                                                         | Tirantato. | [ 24 ]        |
| Coltano, Pisa                              | 55 + 55 dal 2007                     | 657 dal 2007, 1062 dal 1952 al 2008                                                                              | 1952 (primo traliccio) e 2007 (secondo traliccio)      | Primo traliccio: 2008, con abbattimento del medesimo                                        | Tirantati; l'impianto sorge sull'area dell'ex Centro Radio voluto e ideato da Guglielmo Marconi; con la realizzazione del secondo traliccio nel 2007, le stazioni trasmittenti di Pisa e Firenze vengono riunite in un unico centro emittente a copertura regionale ed extraregionale di grande potenza, l'impianto di Terrarossa (vedi sotto) viene quindi smantellato e la vecchia antenna di Coltano rimossa; attualmente (aprile 2013) attivo | [ 29 ]        |
| Terrarossa, Cercina, Sesto Fiorentino (FI) | 1 + 100                              | 1368 (Radio Uno), 657 (Radio Due)                                                                                | 1932 (traliccio più basso) e 1946 (traliccio più alto) | Traliccio più alto: 2004, demolito nel 2012; traliccio più basso: 2008, demolito nel 2012   | Uno tirantato (il più alto), l'altro autosostenuto (il più basso); oggi le loro funzioni sono svolte dal rinnovato sito di Coltano (vedi sopra). | [ 31 ] [ 32 ] |
| Decimoputzu (CA)                           | 20                                   | 1062 | n.d.                                                   | n.d.                                                                                        | Tirantato; attualmente (marzo 2013) attivo. | [ 36 ]        |
| Monte Tre Croci, Como (CO)                 | 2                                    | 1449 | n.d.                                                   | 2013                                                                                        | Tirantato, con ripetitori supplementari sulla struttura. | [ 37 ]        |
| Teodone (BZ)                               | 2                                    | 1449 | n.d.                                                   | 2013                                                                                        | Tirantato. | [ 38 ]        |
| Villazzano, Trento                         | n.d.                                 | 1062 | n.d.                                                   | n.d.                                                                                        | Tirantato; attualmente (marzo 2013) attivo. | [ 40 ]        |
| Cento di Budrio (BO)                       | 20 + 60 dal 1967 al 1987             | 567 (Radio Uno), 1116 (Radio Due fino al 2004 e Radio Uno per qualche tempo dopo), 1602 (Radio Tre fino al 2004) | 1936, ricostruiti nel 1951                             | Traliccio più alto: 2004, abbattuto nel 2006; traliccio più basso: 2012, abbattuto nel 2013 | Tirantati, ex autoportanti; nelle due settimane a cavallo tra giugno e luglio 2013 il terreno dell'impianto è stato ripulito di tutti gli edifici e alberi presenti, compresa la cabina trasmettitori originale del sito marconiano. La demolizione ha sollevato polemiche sia all'interno degli appassionati di radiantismo sia fra i consiglieri di opposizione al Comune di Budrio. La Procura della Repubblica di Bologna ha annunciato l'apertura di un'inchiesta. | [ 41 ]        |
| Siziano (PV)                               | 200 + 50 (DRM) dal 2006 al 2012      | 693 (Radio Due analogica fino al 2004 e DRM dal 2006 al 2012), 900 (Radio Uno)                                   | 1932                                                   | 2023                                                                                        | Tirantati; Abbattuta il 25 maggio 2023 | [ 45 ] [ 48 ] |
| Capo Vaticano (VV)                         | 2                                    | 999 | n.d.                                                   | n.d.                                                                                        | Tirantato; le ultime notizie certe di attività risalgono a maggio 2012. | [ 49 ]        |
| Castello Monforte, Campobasso              | 1                                    | 1575 | 1959                                                   | 2013                                                                                        | Tirantato, installato sulla parte più alta della fortezza. | [ 51 ]        |
| Viserbella, Rimini                         | 6                                    | 999 (Radio Uno)                                                                                                  | n.d.                                                   | 2013                                                                                        | Tirantato. | [ 52 ]        |
| Case Staffieri, Matera                     | 2                                    | 1314 | n.d.                                                   | 2013                                                                                        | Tirantato. | [ 53 ]        |
| Ceglie del Campo, Bari                     | n.d.                                 | 1116 | 1932                                                   | 2013, con l'abbattimento                                                                    | Tirantati. La disattivazione non era stata pianificata, in quanto conseguenza diretta di un furto all'interno del sito che ospitava le antenne. | [ 54 ] [ 55 ] |
| Salina Grande, Taranto                     | 1                                    | 873 (Radio Uno, in precedenza 1575); 1431 (Radio Due, fino al 2004)                                              | n.d.                                                   | 2012                                                                                        | È un traliccio triangolare tirantato, largo 110 centimetri e composto da diversi segmenti prefabbricati da circa 4,95 metri l'uno, posti su un primo segmento prefabbricato alto 4,07 metri. Il tutto è montato su una base compresa di isolatore ceramico, alta 2,34 metri, raggiungendo così l'altezza totale di 98,48 metri, posta a 8,01 metri sul livello del mare. La torre ha nove lampade bianche statiche, distribuite in tre gruppi (una per ogni angolo del traliccio triangolare). Ogni gruppo è posto ad una certa altezza della torre, ovvero rispettivamente 28,19 metri, 56,9 metri e 98,48 metri. I tiranti dotati di isolatori ceramici sono 9, e sono divisi in gruppi da 3 tiranti per angolo del traliccio triangolare. Per ogni gruppo, il primo tirante è montato ad un'ancora in cemento armato posta a 50 metri dalla base della torre, e montato sulla torre ad un'altezza di 27,2 metri. I secondi ed i terzi tiranti condividono la stessa ancora in cemento armato, posta a circa 75 metri di distanza dalla base della torre. I secondi tiranti sono montati alla torre ad un'altezza di 55,91 metri, mentre i terzi tiranti sono montati alla torre ad un'altezza di 84,62 metri. L'antenna oggi ha la sola funzione di sostegno per quattro antenne di ripetitori in modulazione di frequenza FM poste sulla sua sommità e puntate a nord-ovest verso la città, ad un intervallo tra 86,6 metri e 96,5 metri di altezza. | [ 58 ]        |
| Torgiano (PG)                              | 30 ERP sui 999 kHz                   | 1575 (Radio Uno fino al 2004), 999 (Radio Due fino al 2004, Radio Uno da qui in poi)                             | 1998                                                   | 2012                                                                                        | Tirantato. | [ 59 ]        |
| Sellia Marina (CZ)                         | Più di 150                           | 100 | 1959                                                   | 1995, demolito nel 2008                                                                     | Tirantato; l'impianto era un'installazione militare al servizio della USCG facente parte del sistema LORAN-C. Nel 1995 il sito è stato ceduto alla Guardia Costiera italiana e dal 2012 sull'area è operativa un'antenna filare per il sistema NAVTEX sulle frequenze 490 e 518 kHz. | [ 60 ]        |
| Colle Sant'Anna, Caltanissetta             | 20 + 2 fino al 2004                  | 567 (Radio Uno), 1035 (Radio Due fino al 2004)                                                                   | 1951                                                   | 2012                                                                                        | Tirantato; ancora detentore del primato di manufatto più alto (286 metri) d'Italia, d'Europa fino al 1965; unico impianto italiano che effettuava radiodiffusione in onde lunghe dal 1951 al 2004; faceva parte di un sistema più complesso corredato da altri tralicci per le onde corte oggi demoliti; il comune di Caltanissetta ha l'interesse dichiarato di acquisire il sito per preservare la struttura. | [ 65 ]        |
| Granarolo, Genova                          | 1,5 (1929)                           | 936 (Radio Due fino al 2000), 1305 (Radio Tre fino al 2004)                                                      | 1929                                                   | 2004                                                                                        | Tirantato, ex due autoportanti; l'antenna oggi ha la sola funzione di sostegno per antenne di ripetitori in modulazione di frequenza poste sulla sua sommità. | [ 67 ] [ 69 ] |
| Specchia (LE)                              | 2                                    | 567 (Radio Uno fino al 2004), 1035 (Radio Due fino al 2004, Radio Uno da qui in poi)                             | n.d                                                    | Tra il 2010 e il 2012                                                                       | Tirantati. | [ 71 ]        |
| Quartu Sant'Elena (CA)                     | n.d.                                 | 518 | n.d                                                    | 2012                                                                                        | Autoportante. Impianto per il servizio NAVTEX operato da Telecom Italia per conto della Guardia Costiera. | [ 73 ]        |

### Onde Lunghe
| Trasmettitore | Potenza massima trasmettitore/i (kW) | Frequenza/e operativa/e (kHz) | Anno di costruzione | Anno di dismissione | Note | Immagini |
| ------------- | ------------------------------------ | ----------------------------- | ------------------- | ------------------- | --- | -------- |
| Caltanissetta | 10                                   | 189 Radio 1                   | 1951                | 2004                | Tirantato; ancora detentore del primato di manufatto più alto (286 metri) d'Italia, d'Europa fino al 1965; unico impianto italiano che effettuava radiodiffusione in onde lunghe dal 1951 al 2004; faceva parte di un sistema più complesso corredato da altri tralicci per le onde corte oggi demoliti; il comune di Caltanissetta ha l'interesse dichiarato di acquisire il sito per preservare la struttura. | [ 65 ]   |